# مجموعه نمایشگاهی شهر آفتاب
مجموعه نمایشگاهی شهر آفتاب در جنوب تهران، در کنار عوارضی آزادراه تهران-قم و در ضلع جنوبی دانشگاه شاهد واقع شده‌است. مساحت کل نمایشگاه حدود ۱۳۸ هکتار است. این مجموعه دارای یک ورودی شرقی از طریق آزادراه تهران – قم و یک ورودی از بزرگراه شهر آفتاب است.

## تاریخچه
با مصوبه شورای دوم شهر تهران در سال ۱۳۸۴، مقرر شد شهر نمایشگاهی جدیدی در جنوب تهران احداث شود و نمایشگاه بین‌المللی تهران به آن مکان منتقل شود که برای اولین بار در دوران شهرداری محمود احمدی‌نژاد احداث این طرح کلید خورد. شهر آفتاب همچنین به عنوان شهری حوزوی و علمی دیده شده‌است که به‌طور مشترک توسط شهرداری تهران و مسئولان آرامگاه سید روح‌الله خمینی تعیین خواهد شد. از ابتدا قرار بود شهر آفتاب طی دو سال و بودجه‌ای بالغ بر ۸۰۰ میلیارد تومان احداث شده و تا سال ۱۳۸۶ به بهره‌برداری برسد. با این حال در سال ۱۳۸۷ محمد عیدیان سرپرست شهرداری شهر آفتاب رسیدن به اهداف این شهر را به ۵ سال بعد موکول کرد.
اردیبهشت ماه ۱۳۸۹، محمدباقر قالیباف وعده داد تا مدت ۲۰ ماه فاز اول این مجموعه را آماده کند تا برای اولین بار نمایشگاه بین‌المللی کتاب تهران که به سبب مخالفت‌های وزارت ارشاد، شهرداری تهران از این کار منصرف شد. در اواخر سال ۱۳۹۴ رئیس شورای شهر تهران ضمن اعلام آنکه تا کنون ۱۰۰۰ میلیارد تومان برای این مجموعه هزینه شده، وعده افتتاح آن را برای یک سال بعد داد.
سرانجام با افتتاح ایستگاه متروی شهر آفتاب در فروردین ماه ۹۵، راه برای برگزاری نمایشگاه بین‌المللی کتاب تهران و سایر نمایشگاه‌های مهم در این مجموعه هموار شد. علی جنتی وزیر ارشاد ۱۱ اردیبهشت ۹۵ به عنوان اولین مقام دولتی به این مجموعه رفت و انتخاب شهر آفتاب برای برگزاری نمایشگاه بین‌المللی کتاب تهران را یکی از اقدامات ماندگار در جمهوری اسلامی ایران دانست.
مجموعه نمایشگاهی شهر آفتاب همزمان با بیست و نهمین نمایشگاه بین‌المللی کتاب تهران با حضور حسن روحانی رئیس‌جمهور، محمدباقر قالیباف شهردار وقت تهران، علی جنتی، سید عباس صالحی رئیس نمایشگاه بین‌المللی کتاب تهران و جمعی از مسئولان کشوری، ناشران و اهالی رسانه در تاریخ ۱۴ اردیبهشت ۹۵ به صورت رسمی افتتاح شد.
پس از آن تاریخ و بخصوص بعد از آب گرفتگی مجموعه حین برگزاری نمایشگاه، این مجموعه برای برگزاری نمایشگاه‌های دیگر مورد استقبال قرار نگرفت تا آنکه در سال ۱۴۰۱ شهرداری با تغییر نام مجموعه به نمایشگاه بین‌المللی تهران، تلاش کرد که آن را دوباره رونق دهد.

### فاز اول
در فاز نخست، فضاهای زیر بهره‌برداری گردیده‌است که شامل:
1. فضای دائم مسقف نمایشگاهی شامل سه سالن جمعاً به مساحت ۲۵ هزار مترمربع.
2. فضای موقت نمایشگاهی (چادر) در حدود ۲۸ هزار مترمربع که در فازهای بعدی با سالن‌های دائمی جایگزین خواهد شد.
3. سالن ملل با مساحتی بالغ بر ۷ هزار مترمربع.
4. فضای اداری با مساحت ۲۴ هزار مترمربع در ۲ طبقه.
5. ساختمان‌های جنبی خدماتی (رستوران، کافی شاپ، فروشگاه و …) هر کدام با مساحت ۲ هزار مترمربع.
6. محوطه سازی بالغ بر بیست هزار مترمربع که شهرداری برای این منظور از واش بتن آنتیک سالار استفاده نموده است.

### فاز دوم
در فاز دوم و در طرح توسعه مجموعه نمایشگاه‌های بین‌المللی شهر آفتاب پروژه‌های زیر پیش‌بینی شده‌است:
1. توسعه و احداث سالن‌های مسقف نمایشگاهی به مساحت حدوداً ۱۰۰ هزار مترمربع.
2. احداث سالن همایش به مساحت حدوداً ۳۲ هزار مترمربع.
3. پارکینگ طبقاتی با ظرفیت ۷۵۰۰ خودرو.
4. دو مرکز تجارت بین‌الملل دارای دفاتر بازرگانی، نمایندگی شرکت‌ها، فضای اداری و پارکینگ‌ها به مساحت حدوداً ۱۵۲ هزار مترمربع.
5. احداث فضاهای خدماتی و رفاهی به صورت ۸ ساختمان جنبی به مساحت حدوداً ۱۶ هزار مترمربع.
6. مسجد بزرگ نمایشگاه با مساحت بالغ بر ۱۲ هزار مترمربع.
7. احداث ۲ هتل ۵ ستاره با ظرفیت ۳۵۰ اتاق به مساحت تقریبی ۱۶۰ هزار مترمربع.

## خدمات موجود
- ایستگاه بزرگ و اختصاصی مترو شهر آفتاب جهت تسهیل در رفت و آمد بازدیدکنندگان به نمایشگاه.
- ارائهٔ خدمات بانکی با استقرار بانک شهر و ارائهٔ خدمات از طریق سامانهٔ شهرنت و دستگاه‌های خودپرداز.
- پارکینگ‌های متعدد در نمایشگاه به همراه پارکینگ‌های کمکی مجموعه حرم مطهر امام خمینی (ره) با گنجایش ۱۱ هزار خودرو شخصی.
- استقرار فروشگاه شهروند.

## سایر ویژگی‌ها
- سهولت دسترسی به نمایشگاه بین‌المللی شهر آفتاب از طریق بزرگراه‌های خلیج فارس، شهید تندگویان و شهید محلاتی.
- فضای سبز مرکز نمایشگاه‌های بین‌المللی شهر آفتاب با مساحتی بالغ بر ۴۰ هکتار.
- نزدیکی فرودگاه بین‌المللی امام خمینی به مرکز نمایشگاه بین‌المللی شهر آفتاب و سهولت در رفت و آمد غرفه‌داران و بازدیدکنندگان خارجی.